# Die Stadt (Label)
Die Stadt ist ein deutsches Independent-Label in Bremen mit Schwerpunkt auf experimenteller Musik. Das Label wurde 1995 von Jochen Schwarz gegründet.

## Stilrichtung
Ausschlaggebend für den Firmennamen war Schwarz’ Faszination für urbane vielschichtige Alltagsgeräusche, die innerhalb der kulturellen Entwicklung des Stadtlebens zu Tage treten. Dies schlägt sich in der Musikauswahl dieses Labels nieder, bei der die Geräuschmusik eine vordergründige Rolle spielt. Die Stadt veröffentlicht regelmäßig Musik in Zusammenarbeit mit anderen, meist ähnlich gelagerten Labels, neben Walter Ulbricht Schallfolien sind Janet Records, Robot Records und Siren Records zu nennen.

## Wirken
Als erste Veröffentlichung erschien die 10" Who Sees Goes On – Timerape von The Hafler Trio in Zusammenarbeit mit dem Hamburger Label Walter Ulbricht Schallfolien. In den Folgejahren kamen weitere, meist schon länger aktive Vertreter experimenteller, auf Geräuschen und manipulierten Sounds basierender Musik (Drone, Ambient, Klangkollagen) hinzu, von denen neues und vergriffenes Material zugänglich gemacht wurde. Aufwendig und individuell gestaltete Sondereditionen erscheinen regelmäßig in entsprechender Limitierung. Zu den bekanntesten Künstlern auf Die Stadt zählen Asmus Tietchens, William Basinski, David Jackman alias Organum, John Duncan, Carl Michael von Hausswolff, Andrew Liles, Richard H. Kirk (Cabaret Voltaire), Thomas Köner, Illusion of Safety und Aidan Baker (Nadja).